# Elizabeth Gleadle
Elizabeth Sonia „Liz“ Gleadle (* 5. Dezember 1988 in Vancouver) ist eine kanadische Speerwerferin.

## Sportliche Laufbahn
Erste internationale Erfahrungen sammelte Elizabeth Gleadle 2005 bei den Jugendweltmeisterschaften in Marrakesch, bei denen sie mit einer Weite von 50,53 m im Finale den fünften Platz belegte. Im Jahr darauf erreichte sie auch bei den Juniorenweltmeisterschaften in Peking das Finale und wurde dort mit 48,08 m Zwölfte. 2008 siegte sie bei den U23-NACAC-Meisterschaften in Toluca de Lerdo mit 51,76 m und im Jahr darauf klassierte sie sich bei der Sommer-Universiade in Belgrad mit einem Wurf auf 58,21 m auf Rang sechs. 2010 verteidigte sie bei den U23-NACAC-Meisterschaften in Miramar mit 53,72 m ihren Titel und 2011 wurde sie bei den Studentenweltspielen in Shenzhen mit 52,07 m Achte. 2012 qualifizierte sich Gleadle erstmals für die Olympischen Spiele in London und erreichte dort mit 58,78 m im Finale den elften Platz. Im Jahr darauf konnte sie verletzungsbedingt nicht an Wettkämpfen teilnehmen.
2014 nahm sie erstmals an den Commonwealth Games in Glasgow teil und kam dort mit 60,69 m auf Rang fünf und wurde anschließend Dritte beim Leichtathletik-Continental-Cup 2014 in Marrakesch mit 61,38 m. Im Jahr darauf siegte sie bei ihrer ersten Teilnahme an den Panamerikanischen Spielen in Toronto mit 62,83 m und qualifizierte sich damit auch für die Weltmeisterschaften in Peking, bei denen sie mit 59,82 m im Finale auf Rang elf gelangte. 2016 nahm Gleadle erneut an den Olympischen Spielen in Rio de Janeiro teil, schied diesmal aber mit 60,28 m in der Qualifikation aus. Im Jahr darauf gelangt sie bei den Weltmeisterschaften in London bis in das Finale, in dem sie mit 60,12 m auf Rang zwölf gelangte. 2018 nahm sie erneut an den Commonwealth Games im australischen Gold Coast teil und wurde dort mit einer Weite von 59,85 m Vierte. Im Jahr darauf gewann sie bei den Panamerikanischen Spielen in Lima mit 63,30 m die Silbermedaille hinter der US-Amerikanerin Kara Winger. Sie nahm auch an den Weltmeisterschaften in Doha teil, gelangte mit 60,17 m aber nicht bis in das Finale.
2008 und 2009, 2012 und von 2014 bis 2019 wurde Gleadle kanadische Meisterin im Speerwurf. Sie absolvierte ein Studium der Sportwissenschaften an der University of British Columbia.